# Araujuzon
Araujuzon ist eine französische Gemeinde mit 185 Einwohnern (Stand 1. Januar 2022) im Département Pyrénées-Atlantiques in der Region Nouvelle-Aquitaine. Die Gemeinde gehört zum Arrondissement Oloron-Sainte-Marie und zum Kanton Le Cœur de Béarn (bis 2015: Kanton Navarrenx).
Die Bewohner werden Araujuzonais genannt. Der Name in der gaskognischen Sprache lautet Lajuzon.

## Geographie
Araujuzon liegt circa 30 Kilometer nordwestlich von Oloron-Sainte-Marie im Béarn.
Umgeben wird Araujuzon von den Nachbargemeinden:
- Montfort, Narp und Ossenx im Norden,
- Audaux im Osten,
- Araux im Südosten,
- Charre im Südwesten sowie
- Rivehaute im Westen.

Araujuzon liegt im Einzugsgebiet des Flusses Adour am linken Ufer des Gave d’Oloron, einem Zufluss des Gave de Pau. Der Lausset mündet in den Gave d’Oloron bei Araujuzon. Außerdem entspringen die Bäche Ruisseau de la Mousquère, Cassou dou Boue und Ruisseau de Lescuncette im Ortsgebiet.

## Geschichte
Araujuzon wird im 13. Jahrhundert erstmals unter den Namen Araus-Jusoo in den Aufzeichnungen der Vizegrafschaft von Béarn erwähnt. In der Volkszählung im Jahre 1385 wurden 48 Haushalte gezählt und vermerkt, dass die Siedlung in der Bailliage von Navarrenx liegt.

### Wappen

Wappen von Araujuzon

Das Wappen ist in drei Felder unterteilt. Das linke obere zeigt die Zugehörigkeit zum Béarn mittels der beiden Kühe aus seinem Wappen. Der Maiskolben weist auf die Ausrichtung der Landwirtschaft hin. Das untere Feld zeigt den heiligen Martin, den Schutzpatron der Kommune.

### Einwohnerentwicklung
| Jahr      | 1968 | 1975 | 1982 | 1990 | 1999 | 2009 | 2014 |
| --------- | ---- | ---- | ---- | ---- | ---- | ---- | ---- |
| Einwohner | 217  | 196  | 200  | 186  | 182  | 191  | 220  |

## Sehenswürdigkeiten

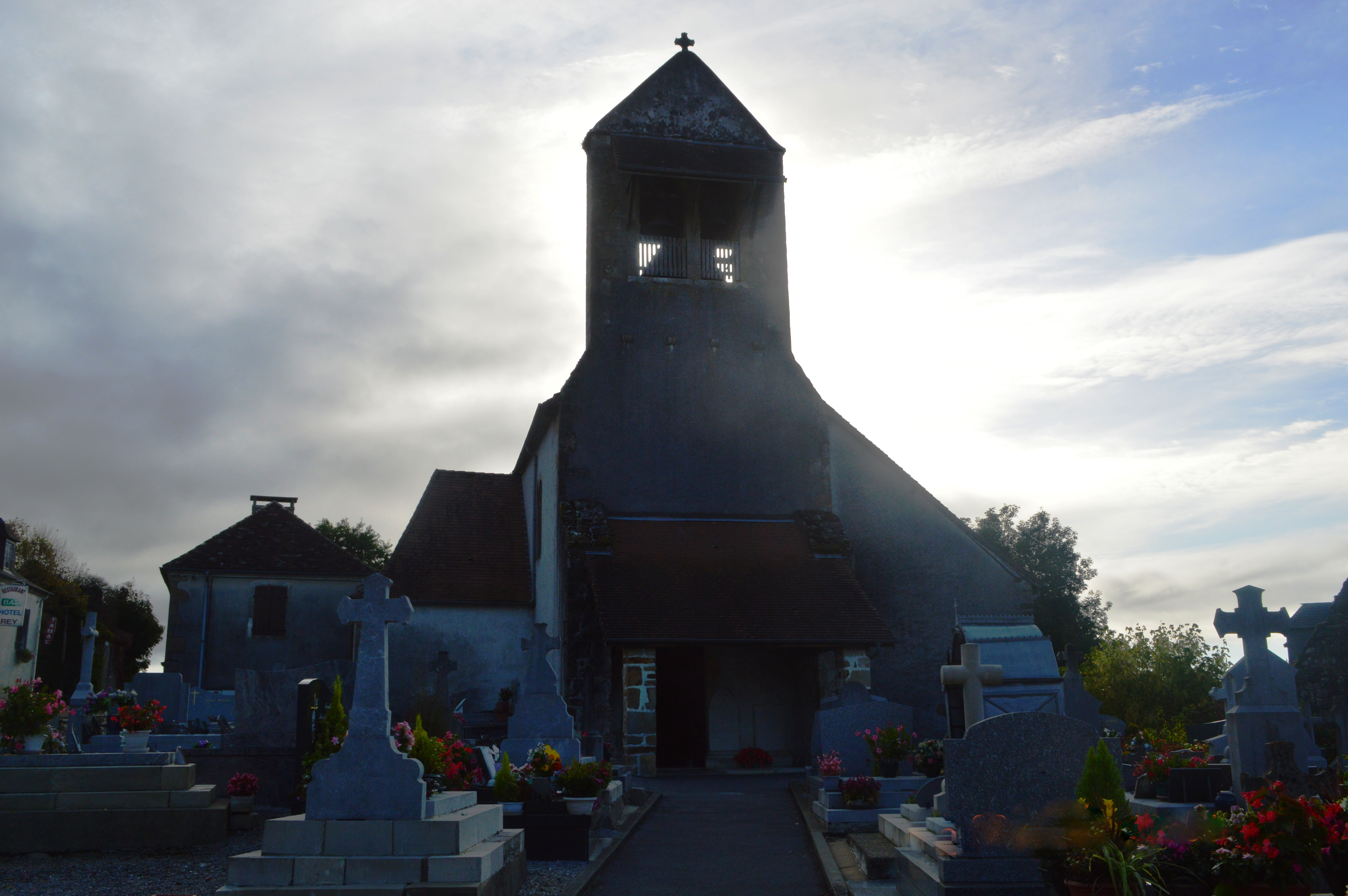
Kirche Saint-Martin

- Die ursprünglich im romanischen Stil erbaute Kirche, gewidmet Martin von Tours, wurde 1569 in den Wirren des Hugenottenkrieges zerstört. Die heutige Kirche wurde im 17. Jahrhundert gebaut.[7]
- Die Protestanten bildeten eine große Minderheit seit dem 17. Jahrhundert. Dennoch war ihr Wille so groß, dass sie eine Petition an den französischen Königs verfassten, um ihre Unabhängigkeit zu bewahren. Unweit der Ortskirche steht ein einfaches und unauffälliges Gebäude, das als Tempel im 18. Jahrhundert gebaut wurde. Allerdings nahm im Laufe der Zeit die Zahl der Protestanten schrittweise ab, so dass der Tempel aufgegeben wurde. Die Grabstätten am protestantischen Friedhof datieren bis zum Anfang des 20. Jahrhunderts, so dass erkennbar ist, dass die protestantische Konfession zumindest bis zu dieser Zeit ausgeübt wurde.[8]
- Die massive Steinbrücke über den Lausset wurde im 18. Jahrhundert errichtet. Nach der lokalen Überlieferung musste der französische Kaiser Napoleon III. und seine Gattin, die Kaiserin Eugénie, eine unfreiwillige Pause in Auraujuzon einlegen, nachdem ein Rad ihrer Kutsche auf dieser Brücke gebrochen war.[9]

## Wirtschaft und Infrastruktur
Die Wirtschaft wird im Wesentlichen von der Landwirtschaft bestimmt.
Araujuzon liegt in den Zonen AOC des Ossau-Iraty, ein traditionell hergestellter Schnittkäse aus Schafmilch, sowie der Schweinerasse und des Schinkens „Kintoa“.

### Verkehr
Araujuzon ist angeschlossen an die Routes départementales 160 und 936 (ehemalige Route nationale 636).